# Eriocaulon yoshinoi
Eriocaulon yoshinoi är en gräsväxtart som beskrevs av Takenoshin Nakai. Eriocaulon yoshinoi ingår i släktet Eriocaulon och familjen Eriocaulaceae. Inga underarter finns listade i Catalogue of Life.